# Сердар Саатчі
Сердар Саатчі (тур. Serdar Saatçı, нар. 14 лютого 2003, Стамбул, Туреччина) — турецький футболіст, центральний захисник клубу «Трабзонспор».

## Ігрова кар'єра

### Клубна
У 2014 році Сердар Саатчі приєднався до молодіжної команди столичного «Бешикташа». 27 лютого 2020 року футболіст підписав з клубом перший професійний контракт. Першу гру на професійному рівні Саатчі провів 24 вересня 2021 року, коли вийшов з перших хвилин у матчі чемпіонату країни проти «Алтая». Разом з «Бешикташем» Саатчі виграв всі національні трофеї Туреччини.
1 вересня 2022 року захисник підписав п'ятирічний контракт з португальським клубом «Брага». Провів в клубі два сезони і взяв участь у матчах групового раунду Ліги чемпіонів сезону 2023/24 років.
Перед сезоном 2024/25 Саатчі повернувся до Туреччини і приєднався до клубу «Трабзонспор», з яким підписав чотирирічний контракт.

### Збірна
З 2021 року Сердар Саатчі виступає за молодіжну збірну Туреччини.

## Титули
Бешикташ
 Чемпіон Туреччини: 2020/21
 Переможець Кубка Туреччини: 2020/21
 Переможець Суперкубка Туреччини: 2021
Брага
 Переможець Кубка ліги: 2023/24